# Rosa Bonheur (Klumpke)
Rosa Bonheur est un portrait de Rosa Bonheur réalisé en 1898 par Anna Elizabeth Klumpke. Le portrait de l'artiste française Rosa Bonheur fait partie de la collection du Metropolitan Museum of Art depuis 1922.

## Histoire ancienne et création
Rosa Bonheur est une artiste que Klumpke « admirait depuis longtemps ». Les deux artistes correspondent depuis 1889. Klumpke après une conversation avec des membres de la famille Douglas Miller, décide de demander de réaliser le portrait de Rosa Bonheur. Le 14 septembre 1897, Klumpke écrit à Bonheur pour lui demander si elle accepte de poser pour elle. Le 31 mars 1898, Bonheur répond: « Je suis à votre disposition, chère mademoiselle, pour le portrait. ».
Kumpke commence à travailler sur le portrait à l'huile sur toile en juin 1898. Klumpke écrit qu'elle est « ravie que Rosa Bonheur ait offert de son plein gré de poser dans des vêtements de femme ». Bonheur ne pose pas pour Klumpke tous les jours, affirmant qu'elle « ne supportait pas les longues séances. ». Durant les périodes où elle pose pour Klumpke, les deux artistes parlent d'art et de littérature, se racontent des histoires et discutent de religion et de moralité. Le travail de Klumpke sur le portrait est également quelque peu supervisé par Rosa Bonheur, qui souhaite que la jeune artiste suive ses suggestions sur les croquis et les œuvres d'art. Maria Tamboukou écrit que l'interaction de la conversation et des séances durant la réalisation du tableau montre que Rosa Bonheur est « une femme amoureuse » de Klumpke.

## Description et interprétation
L'œuvre représente la peintre française Rosa Bonheur. Klumpke est également la biographe de son modèle. Rosa Bonheur est représentée assise devant son chevalet et portant sa médaille de la Légion d'honneur ; elle porte un long manteau à passements et un col blanc et raide. Elle tient un dessin dans sa main et sur son chevalet se trouve le début d'un tableau représentant trois chevaux. L'expression du visage de Bonheur « oscille entre le pensif et le provocateur », selon Britta C. Dwyer.
Klumpke reste vivre avec Bonheur en France, devenant sa compagne. À la mort de Rosa Bonheur, en 1899, un an après la réalisation du portrait, Klumpke hérite de sa maison et de son atelier situés au Château de By, près de Fontainebleau. Le tableau appartient à Klumpke et à sa sœur et agent, Dorothea Roberts, jusqu'en 1922. La même année, Klumpke offre l'œuvre au Met.

### Citations
1. 1 2  « Rosa Bonheur », Metropolitan Museum of Art
2. 1 2 3  « Rosa Bonheur | Anna Klumpke | 22.222 | Work of Art | Heilbrunn Timeline of Art History | The Metropolitan Museum of Art », The Met’s Heilbrunn Timeline of Art History (consulté le 21 juin 2017)
3. 1 2  Klumpke 2001.
4. ↑  Klumpke 2001, p. 28.
5. ↑  Klumpke 2001, p. 30.
6. ↑  Klumpke 2001, p. 31.
7. ↑  Klumpke 2001, p. 33.
8. ↑  Tamboukou 2010.
9. ↑  Tamboukou 2010, p. 70.
10. ↑  Corrinne, « Reviews: Lesbian Biography », Lambda Book Report, vol. 6, no 6,‎ janvier 1998, p. 27 (lire en ligne)
11. ↑  Hird 1904, p. 78.
12. ↑  Dwyer 2004.
13. ↑  Dwyer 2004, p. 74.

### Sources
- Britta C. Dwyer, Out of Context : American Artists Abroad, Westport, Connecticut, Praeger, 2004, 176 p. (ISBN 978-0-313-31649-4, lire en ligne), « Bridging the Gap of Difference: Anna Klumpke's 'Union' With Rosa Bonheur »
- Frank Hird, Rosa Bonheur, Londres, George Bell & Sons, 1904 (lire en ligne)
- Anna Klumpke, Rosa Bonheur : sa vie, son œuvre, Ann Arbor, Michigan, The University of Michigan Press, 2001, 295 p. (ISBN 0-472-08842-4, lire en ligne)
- (en) Maria Tamboukou, In the Fold between Power and Desire : Women Artists’ Narratives, Newcastle, Cambridge Scholars Publishing, 2010, 224 p. (ISBN 978-1-4438-2148-3, lire en ligne)